# Max Arhippainen
Max Joakim Arhippainen, född 16 juni 1963 i Helsingfors, är en finlandssvensk journalist och nationalekonom.
Arhippainen var 1989-1993 ordförande för Svenska Finlands folkting. Han blev politices licentiat 1994 och arbetade därefter bland annat forskare vid Pellervo ekonomiska forskningsinstitut. Arhippainen arbetade som chefredaktör och ansvarig utgivare för den största finlandssvenska tidningen Hufvudstadsbladet åren 2002–2008. Han var direktör för samhällsrelationer och kommunikation vid Finlands Pälsdjursuppfödares Förbund 2011-2013. Arhippainen anställdes som kommunikationsdirektör vid Försvarsministeriet 2013.